# Melete
Melete — род чешуекрылых из семейства белянок и подсемейства Pierinae.

## Систематика
В состав рода входят:
- Melete calymnia (C. & R. Felder, 1862) — Перу
- Melete leucadia (C. & R. Felder, 1862) — Колумбия, Перу, Боливия
- Melete leucanthe (C. & R. Felder, 1861) — Эквадор, Перу
- Melete lycimnia (Cramer, 1777) — Бразилия, Суринам, Мексика, Гондурас, Коста-Рика, Колумбия, Перу, Эквадор, Боливия, Панама, Тринидад
- Melete polyhymnia (C. & R. Felder, 1865) — Колумбия, Панама, Коста-Рика, Мексика
- Melete salacia (Godart, 1819) — Мексика, Куба